# ガラパゴス・ドッグ
ガラパゴス・ドッグ（英：Galapagos Dog）は、デズモンド・モリスが著書中で挙げているガラパゴス諸島原産の犬種である。

## 概要
デズモンド・モリスは、その著書『デズモンド・モリスの犬種事典』の中で、ガラパゴス・ドッグという犬種について簡単に触れており、ガラパゴス諸島に移入されたイヌが固有化し、海水を飲む能力を獲得したが、固有種の動物を捕食したため根絶されたとしている。モリス以外にこの犬種に触れた資料は確認されていないが、ガラパゴス諸島に犬が移入されて野生化し、固有種への影響を排除するため根絶されたことを示す資料は多数ある。

## 歴史
元来、ガラパゴス諸島にはイヌは生息していなかった。ガラパゴス諸島が1535年にスペイン人により発見され、1832年にエクアドルが領有を宣言すると、最初の提督であるホセ・デ・ヴィラミル（José de Villamil）によってフロレアーナ島に初めてイヌが持ち込まれた。すなわち、ガラパゴス諸島においては、イヌは外来種である。以降、他の各島にもイヌが移入され、その多くは野生化した。
例えば、ガラパゴス諸島最大のイサベラ島に持ち込まれた犬種としては、以下のものが挙げられる。
- イビザン・ハウンド（Ibizan Hound）
- ファラオ・ハウンド
- ポインター
- ジャーマン・シェパード
- グレート・デーン
- ボルゾイ

野生化したイヌは、ウミガメ、リクイグアナ、ウミイグアナ、ガラパゴスペンギン等を捕食し、ガラパゴス諸島の希少な生物相に甚大な影響を及ぼした。そこで、1981年には、ガラパゴス国立公園サービスによりモノフルオロ酢酸ナトリウム（1080）を用いた駆除が開始され、野生化したイヌはほぼ根絶された。なお、ガラパゴス諸島での外来種根絶の取り組みは、イヌだけでなく、ロバ、ヤギ、ブタ、ネコ、ネズミに対しても行われている。
一方、イエイヌについても、その無制限な増加は野生化の可能性をも増やすことになるため、メスの不妊手術やオスの外科的及び化学的去勢が行われている。また、飼い主のいないイヌやネコを島外に養子に出す活動も行われている。